# Anous stolidus
Anous stolidus este o specie de pasăre din familia Laridae. Distribuția sa este globală; se găsește în zonele tropicale din Hawaii până în arhipelagul Tuamotu și Australia în Oceanul Pacific, din Marea Roșie până în Seychelles și coasta de vest australiană în Oceanul Indian și din Marea Caraibelor până în Tristan da Cunha în Oceanul Atlantic.

## Taxonomie
Prima descriere oficială a Anous stolidus a fost făcută de naturalistul suedez Carl Linnaeus în 1758, în cea de-a zecea ediție a lucrării sale Systema Naturae, sub numele binomial Sterna stolida. Genul Anous a fost introdus de naturalistul englez James Francis Stephens în 1826. Denumirea genului Anous înseamnă în greaca veche „prost” sau „nebun”. Denumirea specifică stolidus este în latină și înseamnă, de asemenea, „prost” sau „nebun”.
Sunt recunoscute patru subspecii:
- Anous stolidus pileatus (Scopoli, 1786) – Marea Roșie, Oceanul Indian la est prin Pacific până în Hawaii și Insula Paștelui;
- Anous stolidus galapagensis (Sharpe, 1879) – Insulele Galapagos;
- Anous stolidus ridgwayi (Anthony, 1898) – insulele din vestul Mexicului până în Costa Rica;
- Anous stolidus stolidus (Linnaeus, 1758) – insulele din Caraibe și din Atlanticul tropical.

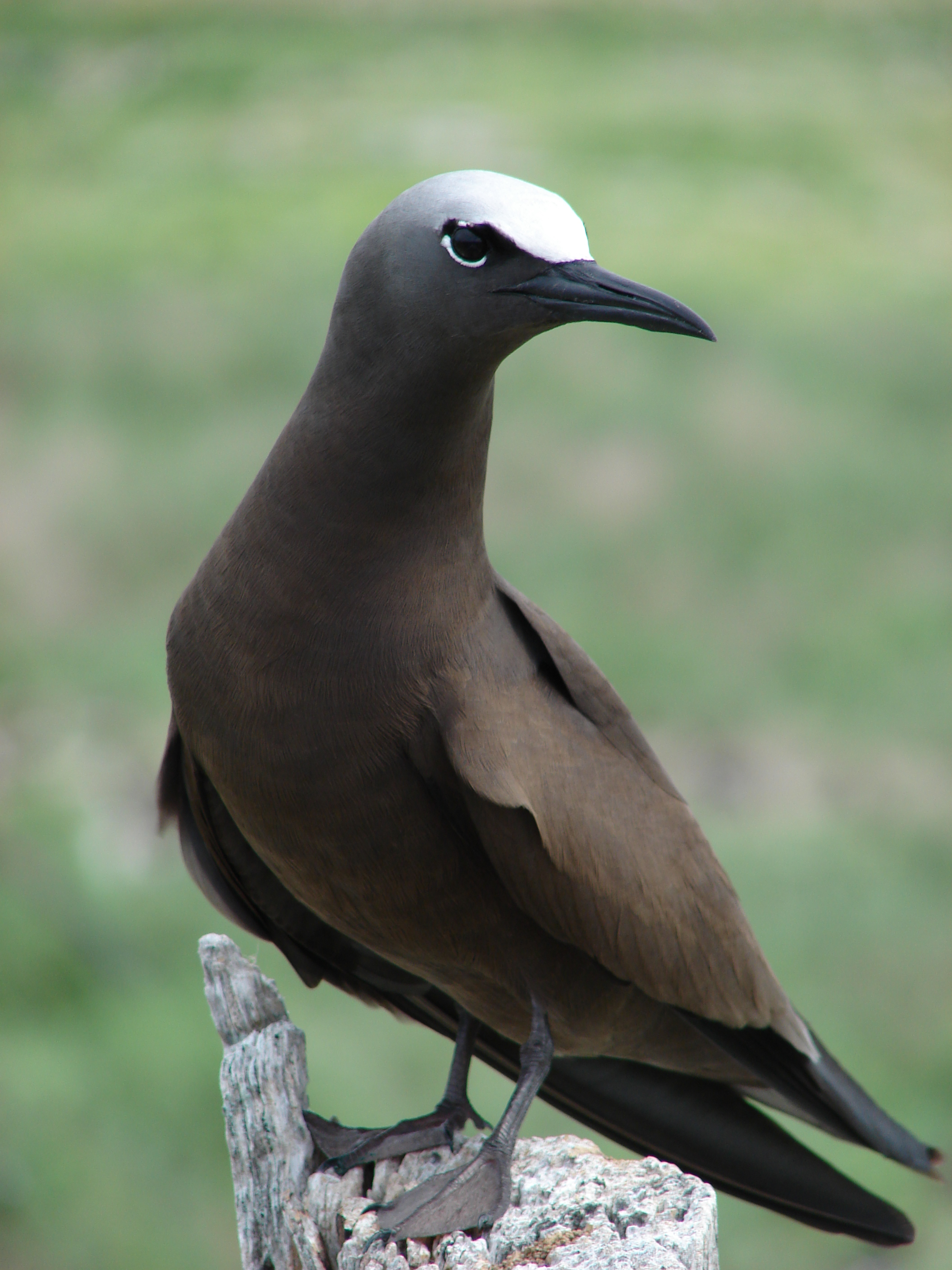
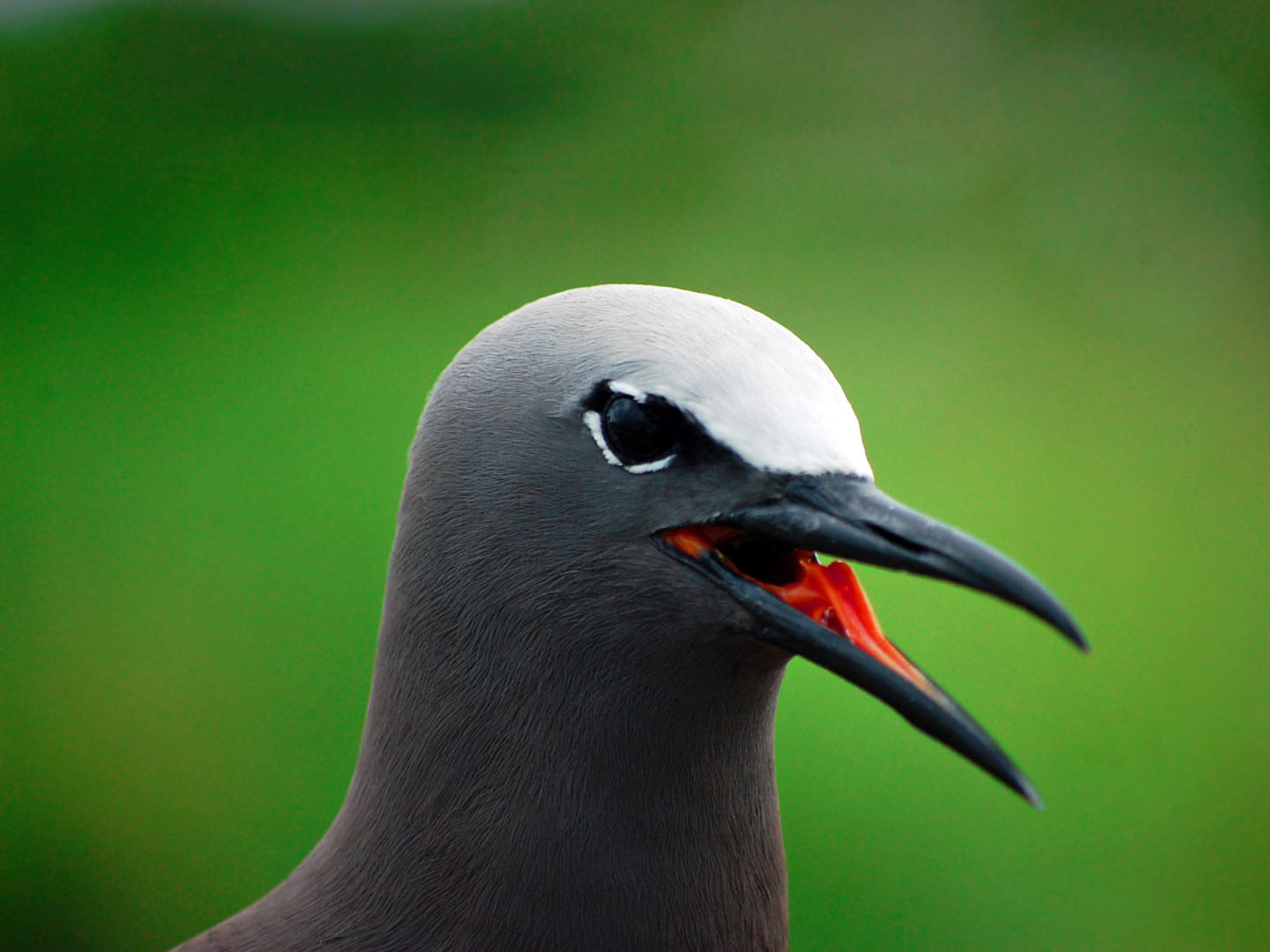
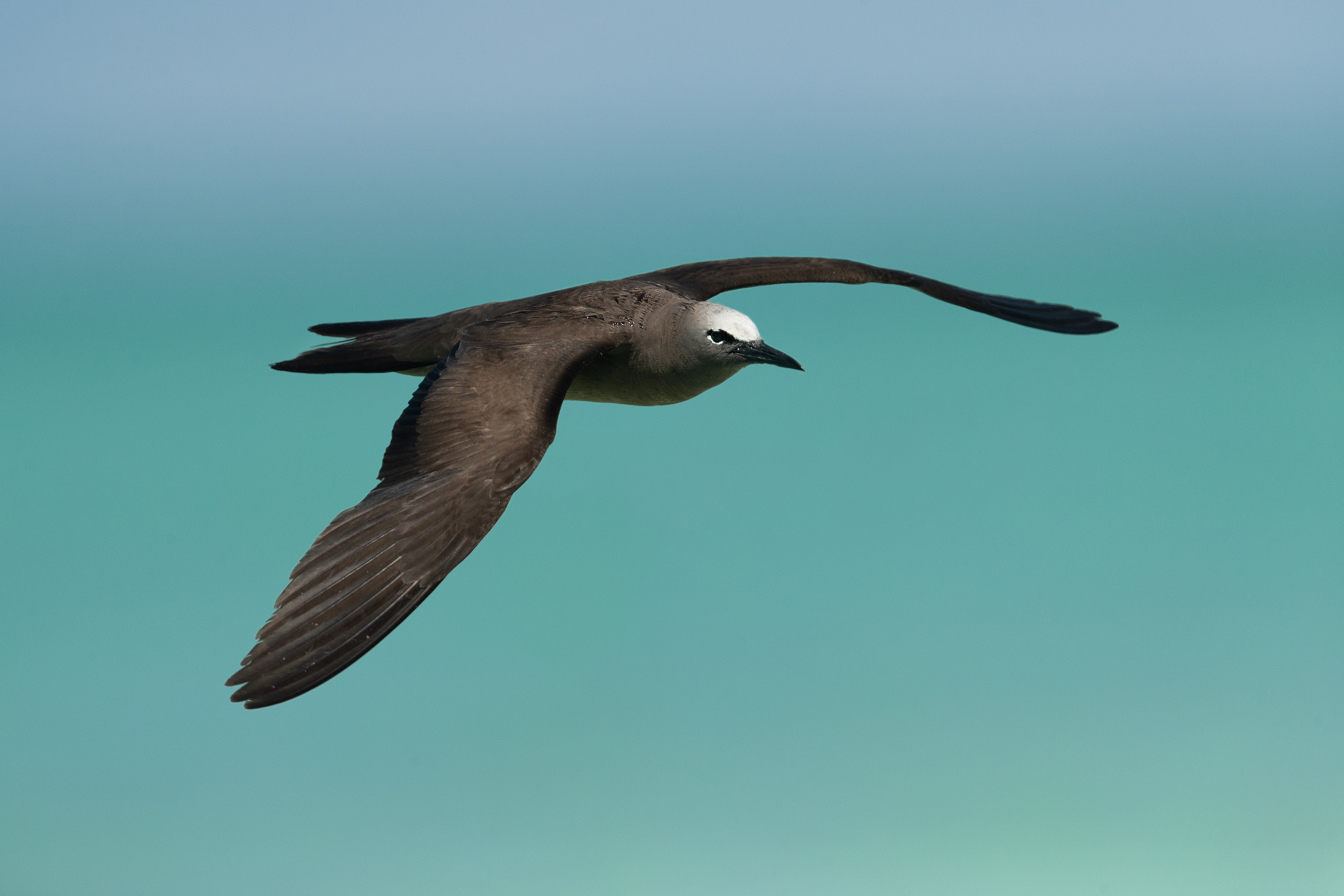